# Niederrheinisches Freilichtmuseum
Das Niederrheinische Freilichtmuseum ist ein volkskundliches Freilichtmuseum für bäuerliche und handwerkliche Kultur des mittleren Niederrheins. Auf dem etwa vier ha großen Gelände rund um die Dorenburg in Grefrath wurden verschiedene Gebäude aus der Region aufgebaut. Als Besonderheit verfügt das Niederrheinische Freilichtmuseum zudem über das Spielzeugmuseum.

## Ausstellungsbereiche

### Dorenburg

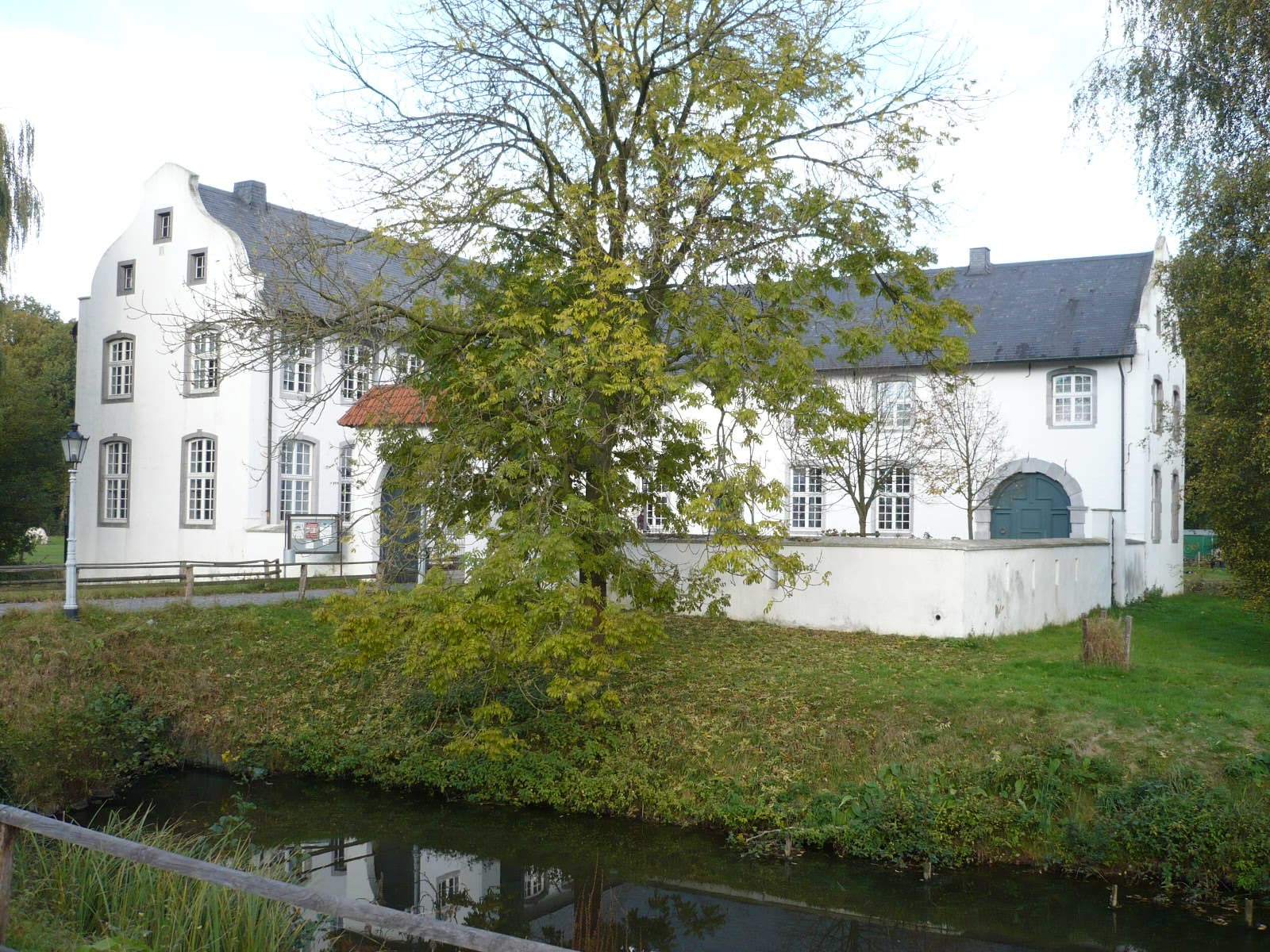
Herrenhaus Dorenburg

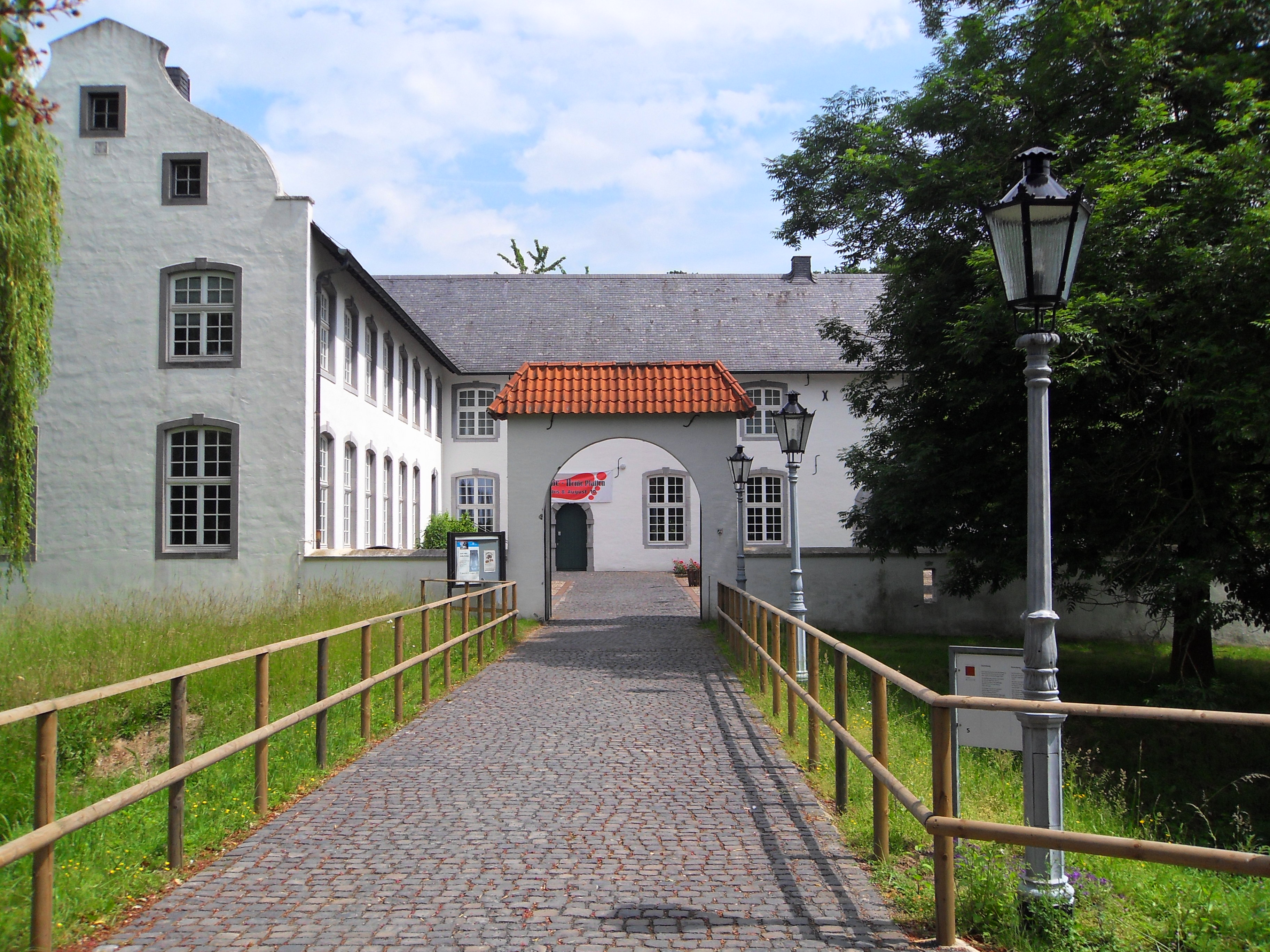
Innenhof

Die Dorenburg liegt in der Mitte des Museumsgeländes. Im Burggebäude selber sind Ausstellungsstücke zur bürgerlichen und adligen Wohnkultur des Niederrheins zu sehen; im Obergeschoss werden Sonderausstellungen zu volkskundlichen Themen mit regionalem Bezug gezeigt.

### Bauernhofanlagen und Handwerk
Um die Burg herum gibt es verschiedene Gebäude aus der Region, die im Freilichtmuseum wiedererrichtet wurden:
- Bauernhof Spenneshof aus Hagen (Viersen-Süchteln) mit Flachs-Darre: Hier sind Ausstellungen zur Töpferei von Keramik und Steinzeug, Herstellung von Ziegeln sowie Ausstellungen zu verschiedenen holzverarbeitenden Handwerksberufen (unter anderem Radmacher, Zimmermann und Küfer) eingerichtet.
- Korn-Brennerei mit Apparaten der Brennerei Vallen Erben aus Straelen aus der Zeit um 1910
- Lohgerberei Bremer aus Moers: Hier wird der Übergang der Gerberei vom Handwerk zur industriellen Fertigung mit den Maschinen und Gerätschaften aus den 1960er-Jahren gezeigt. Auch findet sich hier weiteres, lederverarbeitendes Handwerk wie Schuster und Sattler.
- Feuerwehr-Spritzenhaus aus St. Hubert von 1779 mit Feuerspritzen

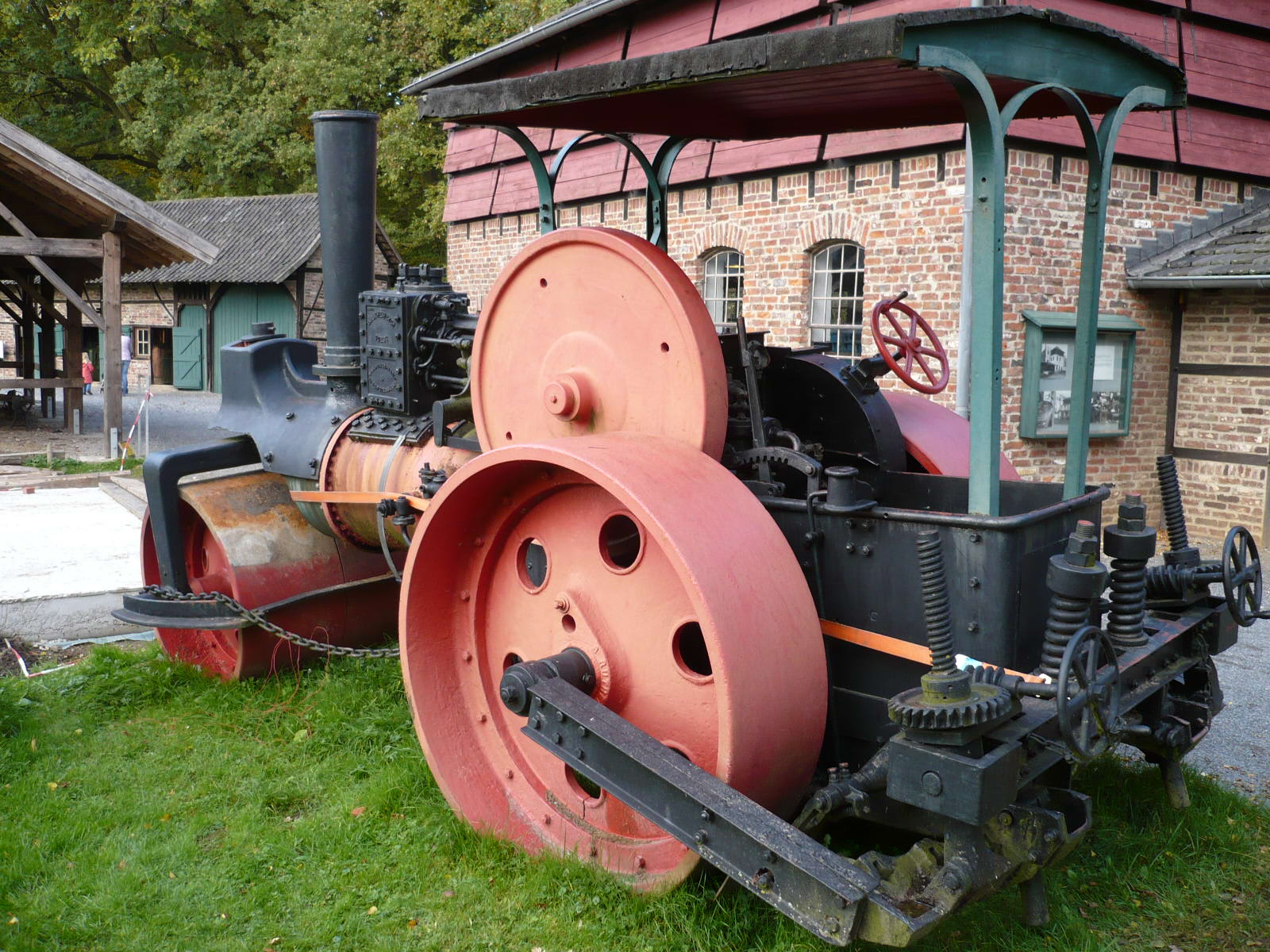
Dampfwalze

- Dampfwalze der Firma B. Ruthemeyer aus Soest
- Bauernhof Waldniel aus Schwalmtal, aus dem 18. Jahrhundert, mit „Tante-Emma-Laden“, historischen Pflügen und Ackergeräten sowie Kutschen und Pferdekarren
- Bauernhof aus Rasseln (heute Teil von Mönchengladbach-Hardt) aus dem 17. Jahrhundert mit Pferdegöpel, Dreschmaschinen, sowie einem Backhaus
- Schmiede: Im ehemaligen Pferdestall der Burg ist eine typische Dorfschmiede mit voll funktionierender Esse und diversen Gerätschaften eingerichtet. Daneben gibt es einen „Notstall“, um Pferde während des Beschlagens ruhigzustellen.
- Posthalterei aus Willich-Schiefbahn: Hier ist als Museums-Restaurant das Pannekookehuus (Pfannkuchenhaus) eingerichtet. Außerdem gibt es eine Bahn für das Bügelspiel.
- In einer ehemaligen Scheune der Dorenburg ist das Spielzeugmuseum im Niederrheinischen Freilichtmuseum eingerichtet. Auf drei Etagen ist hier Spielzeug aus drei Jahrhunderten ausgestellt, darunter Modelleisenbahnen, Puppenhäuser, Computerkonsolen und Seifenkisten.

Es werden Führungen durch das Museumsgelände angeboten, außerdem finden immer wieder Sonderveranstaltungen statt. Interessierte können beispielsweise das Brotbacken im alten Steinofen erleben oder sich in Wort und Tat über alte Handwerkskunst informieren lassen. Als regelmäßige Veranstaltungen sind das Kaltblutpferde-Treffen am 1. Mai und das Oldtimer-Traktorentreffen am letzten Sonntag im September etabliert.

## Veranstaltungen
An jedem 1. Mai lädt das Niederrheinische Freilichtmuseum alle Kaltblutfreunde (mit ihren Pferden) sowie Reiter und Fahrer mit Pferden anderer Rassen zu einem „Mairitt“ ein. Viele kommen dabei in historischen Kostümen.
Jeweils am letzten Sonntag im September findet im Niederrheinischen Freilichtmuseum ein „Treckertreff“ mit Oldtimer-Traktoren statt.
Am ersten und zweiten Adventswochenende (jeweils Freitag bis Sonntag) beherbergt das Museumsgelände einen „Romantischen Weihnachtsmarkt“. Rund 100 Künstler, Kunsthandwerker und Designer bieten ausschließlich selbst gefertigte, hochwertige Unikate an.